# Ursa pulchra
Ursa pulchra is een spinnensoort in de taxonomische indeling van de wielwebspinnen (Araneidae). De wetenschappelijke naam van de soort werd voor het eerst geldig gepubliceerd in 1895 door Eugène Simon.